# 2017年—2018年美國電視網節目表
2017年－2018年美國電視網節目表主要列出美國五大公共廣播電視台從2017年9月至2018年8月的黃金時段節目表，以及以電視網分類列出節目的預訂、續訂、取消及完結等情況。
全國廣播公司（NBC）將會率先在2017年5月14日公布秋季節目表，福斯廣播公司（Fox）在15日公布、美國廣播公司（ABC）在16日公布、哥倫比亞廣播公司（CBS）在17日公布，而The CW電視網則在18日最後一個公布。
公共電視網（PBS）、艾恩電視台與MyNetworkTV不包括在内；成員電視台有權利隨時移動節目表播出時間。The CW電視網周末時段沒有聯播節目。

## 圖例
淡藍色表示為非聯播時間播放本地節目。
  灰色表示重播節目。
  淺綠色表示直播體育賽事的節目。
  紫色表示電影或特別節目。
  紅色表示該節目被放在垃圾檔期以播放完剩下的内容。
  淺黄色表示為目前的節目表。

## 節目表
- 劇名加粗體表示為本季度新節目
- 所有顯示的時間都是北美東部時區以及太平洋時區（除了一些現場活動以及特別節目）。北美中部時區、北美山區時區、阿拉斯加時區與夏威夷－阿留申時區需要根據下表時間減去一個小時。
- 2018年2月8日至2月25日，NBC黃金時段將轉播於大韓民國平昌郡舉辦的2018年冬季奧運。[2]

### 星期日
| 電視網 | 電視網   | 7:00 PM          | 7:30 PM          | 8:00 PM           | 8:30 PM             | 9:00 PM               | 9:30 PM               | 10:00 PM            | 10:30 PM            |
| ------ | -------- | ---------------- | ---------------- | ----------------- | ------------------- | --------------------- | --------------------- | ------------------- | ------------------- |
| ABC    | 秋季     | 玩具盒           | 玩具盒           | 美國家庭滑稽錄像  | 美國家庭滑稽錄像    | 創智贏家              | 創智贏家              | 深谷十日            | 深谷十日            |
| ABC    | 隨後     | 玩具盒           | 玩具盒           | 美國家庭滑稽錄像  | 美國家庭滑稽錄像    | 創智贏家              | 創智贏家              | 創智贏家            | 創智贏家            |
| ABC    | 冬季     | 美國家庭滑稽錄像 | 美國家庭滑稽錄像 | 美國家庭滑稽錄像  | 美國家庭滑稽錄像    | 創智贏家              | 創智贏家              | 創智贏家            | 創智贏家            |
| ABC    | 春季     | 美國家庭滑稽錄像 | 美國家庭滑稽錄像 | 美國偶像          | 美國偶像            | 美國偶像              | 美國偶像              | 魔幻騙局            | 魔幻騙局            |
| ABC    | 夏季     | 美國家庭滑稽錄像 | 美國家庭滑稽錄像 | 豪門問一番 (6/10) | 豪門問一番 (6/10)   | $100,000金字塔 (6/10) | $100,000金字塔 (6/10) | 說實話 (6/10)       | 說實話 (6/10)       |
| CBS    | 秋季     | 60分鐘           | 60分鐘           | 全民追兇          | 全民追兇            | 重返犯罪現場：洛杉磯  | 重返犯罪現場：洛杉磯  | 國務卿女士          | 國務卿女士          |
| CBS    | 晚冬     | 60分鐘           | 60分鐘           | 老大哥名人版      | 老大哥名人版        | 重返犯罪現場：洛杉磯  | 重返犯罪現場：洛杉磯  | 國務卿女士          | 國務卿女士          |
| CBS    | 春季     | 60分鐘           | 60分鐘           | 直覺追兇          | 直覺追兇            | 重返犯罪現場：洛杉磯  | 重返犯罪現場：洛杉磯  | 國務卿女士          | 國務卿女士          |
| CBS    | 夏季     | 60分鐘           | 60分鐘           | 直覺追兇          | 直覺追兇            | 重播節目              | 重播節目              | 重播節目            | 重播節目            |
| CBS    | 季中     | 60分鐘           | 60分鐘           | 老大哥 (7/1)      | 老大哥 (7/1)        | 重播節目              | 重播節目              | 重播節目            | 重播節目            |
| FOX    | 秋季冬季 | NFL on Fox       | The OT           | 辛普森家庭        | 靈檔案              | 蓋酷家庭              | 最後一個男人          | 當地節目            | 當地節目            |
| FOX    | 秋季冬季 | 動畫重播         | 開心漢堡店       | 辛普森家庭        | 靈檔案              | 蓋酷家庭              | 最後一個男人          | 當地節目            | 當地節目            |
| FOX    | 春季     | 動畫重播         | 開心漢堡店       | 辛普森家庭        | 荒唐分局            | 蓋酷家庭              | 最後一個男人          | 當地節目            | 當地節目            |
| FOX    | 晚春     | 動畫重播         | 開心漢堡店       | 辛普森家庭        | 荒唐分局            | 蓋酷家庭              | 開心漢堡店            | 當地節目            | 當地節目            |
| FOX    | 夏季     | 辛普森家庭       | 開心漢堡店       | 辛普森家庭        | 開心漢堡店          | 蓋酷家庭              | 蓋酷家庭              | 當地節目            | 當地節目            |
| NBC    | 秋季     | 美國橄欖球之夜   | 美國橄欖球之夜   | 美國橄欖球之夜    | NBC星期天橄欖球之夜 | NBC星期天橄欖球之夜   | NBC星期天橄欖球之夜   | NBC星期天橄欖球之夜 | NBC星期天橄欖球之夜 |
| NBC    | 晚冬     | 2018年冬季奧運   | 2018年冬季奧運   | 2018年冬季奧運    | 2018年冬季奧運      | 2018年冬季奧運        | 2018年冬季奧運        | 2018年冬季奧運      | 2018年冬季奧運      |
| NBC    | 春季     | 日界線           | 日界線           | 小小達人秀        | 小小達人秀          | 小小天才秀            | 小小天才秀            | 時空守衛            | 時空守衛            |
| NBC    | 夏季     | 日界線           | 日界線           | 美國達人          | 美國達人            | 美國達人              | 美國達人              | 警魂 (6/17)         | 警魂 (6/17)         |

### 星期一
| 電視網 | 電視網 | 8:00 PM                       | 8:30 PM                       | 9:00 PM            | 9:30 PM            | 10:00 PM       | 10:30 PM       |
| ------ | ------ | ----------------------------- | ----------------------------- | ------------------ | ------------------ | -------------- | -------------- |
| ABC    | 秋季   | 與星共舞                      | 與星共舞                      | 與星共舞           | 與星共舞           | 好醫生         | 好醫生         |
| ABC    | 冬季   | 聖誕裝飾大戰                  | 聖誕裝飾大戰                  | 聖誕裝飾大戰       | 聖誕裝飾大戰       | 好醫生         | 好醫生         |
| ABC    | 隨後   | 鑽石求千金                    | 鑽石求千金                    | 鑽石求千金         | 鑽石求千金         | 好醫生         | 好醫生         |
| ABC    | 春季   | 美國偶像                      | 美國偶像                      | 美國偶像           | 美國偶像           | 好醫生         | 好醫生         |
| ABC    | 季中   | 美國偶像                      | 美國偶像                      | 美國偶像           | 美國偶像           | 交叉點         | 交叉點         |
| ABC    | 晚春   | 與星共舞：運動員版            | 與星共舞：運動員版            | 與星共舞：運動員版 | 與星共舞：運動員版 | 交叉點         | 交叉點         |
| ABC    | 夏季   | 千金求鑽石 (5/28)             | 千金求鑽石 (5/28)             | 千金求鑽石 (5/28)  | 千金求鑽石 (5/28)  | TBA            | TBA            |
| ABC    | 隨後   | 千金求鑽石 (5/28)             | 千金求鑽石 (5/28)             | 千金求鑽石 (5/28)  | 千金求鑽石 (5/28)  | 求婚 (6/18)    | 求婚 (6/18)    |
| CBS    | 秋季   | 生活大爆炸                    | 家人好鄰居                    | 退休警察煩事多     | 我的人生三階段     | 天蠍           | 天蠍           |
| CBS    | 季中   | 退休警察煩事多                | 家人好鄰居                    | 非常甜圈日記       | 我的人生三階段     | 天蠍           | 天蠍           |
| CBS    | 隨後   | 退休警察煩事多                | 一家之主                      | 非常甜圈日記       | 家人好鄰居         | 天蠍           | 天蠍           |
| CBS    | 晚冬   | 老大哥名人版                  | 老大哥名人版                  | 重播節目           | 重播節目           | 重播節目       | 重播節目       |
| CBS    | 春季   | 退休警察煩事多                | 一家之主                      | 非常甜圈日記       | 聖經狂想曲         | 天蠍           | 天蠍           |
| CBS    | 晚春   | 退休警察煩事多                | 一家之主                      | 非常甜圈日記       | 生活大爆炸         | 基本演繹法     | 基本演繹法     |
| CBS    | 夏季   | 退休警察煩事多                | 一家之主                      | 非常甜圈日記       | 聖經狂想曲         | 基本演繹法     | 基本演繹法     |
| CBS    | 季中   | 退休警察煩事多                | 一家之主                      | 救世 (6/25)        | 救世 (6/25)        | 基本演繹法     | 基本演繹法     |
| The CW | 秋季   | 女超人                        | 女超人                        | 勇士               | 勇士               | 當地節目       | 當地節目       |
| The CW | 晚冬   | 明日傳奇                      | 明日傳奇                      | 我是殭屍           | 我是殭屍           | 當地節目       | 當地節目       |
| The CW | 春季   | 女超人                        | 女超人                        | 我是殭屍           | 我是殭屍           | 當地節目       | 當地節目       |
| The CW | 夏季   | 女超人                        | 女超人                        | 對台詞 (6/4)       | 對台詞 (6/11)      | 當地節目       | 當地節目       |
| The CW | 季中   | 潘恩與泰勒：魔術大比拼 (6/25) | 潘恩與泰勒：魔術大比拼 (6/25) | 對台詞 (6/4)       | 對台詞 (6/11)      | 當地節目       | 當地節目       |
| FOX    | 秋季   | 路西法                        | 路西法                        | 變種天賦           | 變種天賦           | 當地節目       | 當地節目       |
| FOX    | 冬季   | 路西法                        | 路西法                        | 住院醫師           | 住院醫師           | 當地節目       | 當地節目       |
| FOX    | 夏季   | 舞林爭霸 (6/4)                | 舞林爭霸 (6/4)                | 廚神當道 (6/4)     | 廚神當道 (6/4)     | 當地節目       | 當地節目       |
| NBC    | 秋季   | 美國之聲                      | 美國之聲                      | 美國之聲           | 美國之聲           | 英雄無畏       | 英雄無畏       |
| NBC    | 冬季   | 獎金之牆                      | 獎金之牆                      | 花樣爺爺           | 花樣爺爺           | 英雄無畏       | 英雄無畏       |
| NBC    | 晚冬   | 2018年冬季奧運                | 2018年冬季奧運                | 2018年冬季奧運     | 2018年冬季奧運     | 2018年冬季奧運 | 2018年冬季奧運 |
| NBC    | 春季   | 美國之聲                      | 美國之聲                      | 美國之聲           | 美國之聲           | 好女孩們       | 好女孩們       |
| NBC    | 晚春   | 美國之聲                      | 美國之聲                      | 美國之聲           | 美國之聲           | 荒野求生全明星 | 荒野求生全明星 |
| NBC    | 夏季   | 美國忍者王 (6/18)             | 美國忍者王 (6/18)             | 美國忍者王 (6/18)  | 美國忍者王 (6/18)  | 荒野求生全明星 | 荒野求生全明星 |

### 星期二
| 電視網 | 電視網 | 8:00 PM              | 8:30 PM              | 9:00 PM              | 9:30 PM              | 10:00 PM                           | 10:30 PM                           |
| ------ | ------ | -------------------- | -------------------- | -------------------- | -------------------- | ---------------------------------- | ---------------------------------- |
| ABC    | 秋季   | 左右不逢源           | 菜鳥新移民           | 黑人當道             | 饒舌市長             | 凱文福音                           | 凱文福音                           |
| ABC    | 冬季   | 左右不逢源           | 菜鳥新移民           | 黑人當道             | 摩登家庭             | 凱文福音                           | 凱文福音                           |
| ABC    | 晚冬   | 鑽石求千金之冬季遊戲 | 鑽石求千金之冬季遊戲 | 鑽石求千金之冬季遊戲 | 鑽石求千金之冬季遊戲 | 凱文福音                           | 凱文福音                           |
| ABC    | 春季   | 左右不逢源           | 菜鳥新移民           | 黑人當道             | 摩登家庭             | 凱文福音                           | 凱文福音                           |
| ABC    | 隨後   | 左右不逢源           | 菜鳥新移民           | 黑人當道             | 摩登家庭             | 紐約法情                           | 紐約法情                           |
| ABC    | 季中   | 胖妞羅珊             | 左右不逢源           | 黑人當道             | 離婚再一起           | 紐約法情                           | 紐約法情                           |
| ABC    | 夏季   | 胖妞羅珊             | 左右不逢源           | 黑人當道             | 黑人當道             | 離婚再一起                         | 離婚再一起                         |
| CBS    | 秋季   | 重返犯罪現場         | 重返犯罪現場         | 律政狂牛             | 律政狂牛             | 重返犯罪現場：新奧爾良             | 重返犯罪現場：新奧爾良             |
| CBS    | 夏季   | 重返犯罪現場         | 重返犯罪現場         | 律政狂牛             | 律政狂牛             | 48小時：海軍犯罪調查局             | 48小時：海軍犯罪調查局             |
| The CW | 秋季   | 閃電俠               | 閃電俠               | 明日傳奇             | 明日傳奇             | 當地節目                           | 當地節目                           |
| The CW | 冬季   | 閃電俠               | 閃電俠               | 黑閃電               | 黑閃電               | 當地節目                           | 當地節目                           |
| The CW | 春季   | 閃電俠               | 閃電俠               | 地球百子             | 地球百子             | 當地節目                           | 當地節目                           |
| The CW | 夏季   | 閃電俠               | 閃電俠               | 地球百子             | 地球百子             | 當地節目                           | 當地節目                           |
| The CW | 季中   | 前哨 (7/10)          | 前哨 (7/10)          | 地球百子             | 地球百子             | 當地節目                           | 當地節目                           |
| FOX    | 秋季   | 致命武器             | 致命武器             | 冏女大翻身           | 荒唐分局             | 當地節目                           | 當地節目                           |
| FOX    | 冬季   | 致命武器             | 致命武器             | 洛城到賭城           | 冏女大翻身           | 當地節目                           | 當地節目                           |
| FOX    | 春季   | 致命武器             | 致命武器             | 洛城到賭城           | 俏妞報到             | 當地節目                           | 當地節目                           |
| FOX    | 晚春   | 致命武器             | 致命武器             | 俏妞報到             | 俏妞報到             | 當地節目                           | 當地節目                           |
| FOX    | 夏季   | 好歌猜猜看           | 好歌猜猜看           | 戀愛連線             | 戀愛連線             | 當地節目                           | 當地節目                           |
| NBC    | 秋季   | 美國之聲             | 美國之聲             | 這就是我們           | 這就是我們           | 法律與秩序犯罪實錄：梅南德斯謀殺案 | 法律與秩序犯罪實錄：梅南德斯謀殺案 |
| NBC    | 晚秋   | 美國之聲             | 美國之聲             | 這就是我們           | 這就是我們           | 芝加哥醫情                         | 芝加哥醫情                         |
| NBC    | 冬季   | 艾倫秀之終極遊戲王   | 艾倫秀之終極遊戲王   | 這就是我們           | 這就是我們           | 芝加哥醫情                         | 芝加哥醫情                         |
| NBC    | 晚冬   | 2018年冬季奧運       | 2018年冬季奧運       | 2018年冬季奧運       | 2018年冬季奧運       | 2018年冬季奧運                     | 2018年冬季奧運                     |
| NBC    | 春季   | 美國之聲             | 美國之聲             | 這就是我們           | 這就是我們           | 芝加哥醫情                         | 芝加哥醫情                         |
| NBC    | 隨後   | 美國之聲             | 美國之聲             | 夢想崛起             | 夢想崛起             | 芝加哥醫情                         | 芝加哥醫情                         |
| NBC    | 夏季   | 美國達人             | 美國達人             | 美國達人             | 美國達人             | 舞蹈世界                           | 舞蹈世界                           |
| NBC    | 晚夏   | 美國達人             | 美國達人             | 美國達人             | 美國達人             | 手工藝大賽 (7/31)                  | 手工藝大賽 (7/31)                  |

### 星期三
| 電視網 | 電視網 | 8:00 PM              | 8:30 PM              | 9:00 PM                 | 9:30 PM                 | 10:00 PM       | 10:30 PM       |
| ------ | ------ | -------------------- | -------------------- | ----------------------- | ----------------------- | -------------- | -------------- |
| ABC    | 秋季   | 金色年代             | 無言有愛             | 摩登家庭                | 美國主婦                | 指定倖存者     | 指定倖存者     |
| ABC    | 冬季   | 金色年代             | 無言有愛             | 摩登家庭                | 美國主婦                | 配對遊戲       | 配對遊戲       |
| ABC    | 春季   | 金色年代             | 無言有愛             | 摩登家庭                | 美國主婦                | 指定倖存者     | 指定倖存者     |
| ABC    | 季中   | 金色年代             | 菜鳥新老闆           | 摩登家庭                | 美國主婦                | 指定倖存者     | 指定倖存者     |
| ABC    | 夏季   | 金色年代             | 金色年代             | 摩登家庭                | 美國主婦                | 摩登家庭       | 美國主婦       |
| CBS    | 秋季   | 倖存者               | 倖存者               | 海豹突擊隊              | 海豹突擊隊              | 犯罪心理       | 犯罪心理       |
| CBS    | 冬季   | 極速前進             | 極速前進             | 海豹突擊隊              | 海豹突擊隊              | 犯罪心理       | 犯罪心理       |
| CBS    | 晚冬   | 老大哥名人版         | 老大哥名人版         | 極速前進                | 極速前進                | 極速前進       | 極速前進       |
| CBS    | 春季   | 倖存者：鬼島         | 倖存者：鬼島         | 海豹突擊隊              | 海豹突擊隊              | 犯罪心理       | 犯罪心理       |
| CBS    | 晚春   | 倖存者：鬼島         | 倖存者：鬼島         | 海豹突擊隊              | 海豹突擊隊              | 黑色代碼       | 黑色代碼       |
| CBS    | 夏季   | 倖存者               | 倖存者               | 海豹突擊隊              | 海豹突擊隊              | 黑色代碼       | 黑色代碼       |
| CBS    | 季中   | TKO：徹底擊退 (7/11) | TKO：徹底擊退 (7/11) | 老大哥 (6/27)           | 老大哥 (6/27)           | 黑色代碼       | 黑色代碼       |
| The CW | 秋季   | 河谷鎮               | 河谷鎮               | 朝代                    | 朝代                    | 當地節目       | 當地節目       |
| The CW | 春季   | 河谷鎮               | 河谷鎮               | 生命的判決              | 生命的判決              | 當地節目       | 當地節目       |
| The CW | 季中   | 河谷鎮               | 河谷鎮               | 始祖家族                | 始祖家族                | 當地節目       | 當地節目       |
| The CW | 夏季   | 女超人               | 女超人               | 始祖家族                | 始祖家族                | 當地節目       | 當地節目       |
| The CW | 季中   | 沉重的真相 (7/11)    | 沉重的真相 (7/11)    | 始祖家族                | 始祖家族                | 當地節目       | 當地節目       |
| FOX    | 秋季   | 嘻哈帝國             | 嘻哈帝國             | 星途                    | 星途                    | 當地節目       | 當地節目       |
| FOX    | 冬季   | X檔案                | X檔案                | 火速救援最前線          | 火速救援最前線          | 當地節目       | 當地節目       |
| FOX    | 春季   | 嘻哈帝國             | 嘻哈帝國             | 星途                    | 星途                    | 當地節目       | 當地節目       |
| FOX    | 夏季   | 廚神當道             | 廚神當道             | 戈登的24小時地獄 (6/13) | 戈登的24小時地獄 (6/13) | 當地節目       | 當地節目       |
| NBC    | 秋季   | 黑名單               | 黑名單               | 法律與秩序：特殊受害者  | 法律與秩序：特殊受害者  | 芝加哥警署     | 芝加哥警署     |
| NBC    | 晚冬   | 2018年冬季奧運       | 2018年冬季奧運       | 2018年冬季奧運          | 2018年冬季奧運          | 2018年冬季奧運 | 2018年冬季奧運 |
| NBC    | 春季   | 黑名單               | 黑名單               | 法律與秩序：特殊受害者  | 法律與秩序：特殊受害者  | 芝加哥警署     | 芝加哥警署     |
| NBC    | 夏季   | 美國忍者王           | 美國忍者王           | 美國忍者王              | 美國忍者王              | 冥思           | 冥思           |
| NBC    | 晚夏   | 舞蹈世界 (7/25)      | 舞蹈世界 (7/25)      | 舞蹈世界 (7/25)         | 舞蹈世界 (7/25)         | 冥思           | 冥思           |

### 星期四
| 電視網 | 電視網 | 8:00 PM                  | 8:30 PM                  | 9:00 PM                  | 9:30 PM                  | 10:00 PM        | 10:30 PM        |
| ------ | ------ | ------------------------ | ------------------------ | ------------------------ | ------------------------ | --------------- | --------------- |
| ABC    | 秋季   | 實習醫生                 | 實習醫生                 | 醜聞                     | 醜聞                     | 逍遙法外        | 逍遙法外        |
| ABC    | 冬季   | 佳節特別節目             | 佳節特別節目             | 大美烘培秀               | 大美烘培秀               | 大美烘培秀      | 大美烘培秀      |
| ABC    | 隨後   | 佳節特別節目             | 佳節特別節目             | 佳節特別節目             | 佳節特別節目             | 佳節特別節目    | 佳節特別節目    |
| ABC    | 季中   | 實習醫生                 | 實習醫生                 | 醜聞                     | 醜聞                     | 逍遙法外        | 逍遙法外        |
| ABC    | 晚冬   | 鑽石求千金之冬季遊戲     | 鑽石求千金之冬季遊戲     | 鑽石求千金之冬季遊戲     | 鑽石求千金之冬季遊戲     | 20/20           | 20/20           |
| ABC    | 春季   | 實習醫生                 | 實習醫生                 | 醜聞                     | 醜聞                     | 逍遙法外        | 逍遙法外        |
| ABC    | 季中   | 實習醫生                 | 實習醫生                 | Station 19               | Station 19               | 醜聞            | 醜聞            |
| ABC    | 晚春   | 實習醫生                 | 實習醫生                 | Station 19               | Station 19               | 諜網            | 諜網            |
| ABC    | 夏季   | TBA                      | TBA                      | TBA                      | TBA                      | 你會做什麼？    | 你會做什麼？    |
| ABC    | 隨後   | 銅鑼秀 (6/21)            | 銅鑼秀 (6/21)            | 配對遊戲 (6/21)          | 配對遊戲 (6/21)          | 凸務搭檔 (6/21) | 凸務搭檔 (6/21) |
| CBS    | 秋季   | NFL週四夜間開球          | 週四橄欖球之夜           | 週四橄欖球之夜           | 週四橄欖球之夜           | 週四橄欖球之夜  | 週四橄欖球之夜  |
| CBS    | 季中   | 生活大爆炸               | 少年謝爾頓               | 極品老媽                 | 生活點滴                 | 反恐特警組      | 反恐特警組      |
| CBS    | 夏季   | 生活大爆炸               | 少年謝爾頓               | 極品老媽                 | 生活點滴                 | 反恐特警組      | 反恐特警組      |
| CBS    | 季中   | 生活大爆炸               | 少年謝爾頓               | 老大哥 (6/28)            | 老大哥 (6/28)            | 反恐特警組      | 反恐特警組      |
| The CW | 秋季   | 邪惡力量                 | 邪惡力量                 | 綠箭俠                   | 綠箭俠                   | 當地節目        | 當地節目        |
| The CW | 夏季   | 邪惡力量                 | 邪惡力量                 | 黑閃電                   | 黑閃電                   | 當地節目        | 當地節目        |
| FOX    | 秋季   | 高譚                     | 高譚                     | 奧維爾號                 | 奧維爾號                 | 當地節目        | 當地節目        |
| FOX    | 冬季   | 驚奇四強：星路之戰       | 驚奇四強：星路之戰       | 驚奇四強：星路之戰       | 驚奇四強：星路之戰       | 當地節目        | 當地節目        |
| FOX    | 春季   | 高譚                     | 高譚                     | 阿波羅秀                 | 阿波羅秀                 | 當地節目        | 當地節目        |
| FOX    | 夏季   | 驚奇四強：星路之戰 (6/7) | 驚奇四強：星路之戰 (6/7) | 驚奇四強：星路之戰 (6/7) | 驚奇四強：星路之戰 (6/7) | 當地節目        | 當地節目        |
| NBC    | 秋季   | 爆笑超市                 | 良善之地                 | 威爾與格蕾絲             | 老媽實習生               | 芝加哥烈焰      | 芝加哥烈焰      |
| NBC    | 晚秋   | 橄欖球之夜               | 週四橄欖球之夜           | 週四橄欖球之夜           | 週四橄欖球之夜           | 週四橄欖球之夜  | 週四橄欖球之夜  |
| NBC    | 冬季   | 爆笑超市                 | 良善之地                 | 威爾與格蕾絲             | 老媽實習生               | 芝加哥烈焰      | 芝加哥烈焰      |
| NBC    | 季中   | 爆笑超市                 | 良善之地                 | 威爾與格蕾絲             | 這不是生物課             | 芝加哥烈焰      | 芝加哥烈焰      |
| NBC    | 晚冬   | 2018年冬季奧運           | 2018年冬季奧運           | 2018年冬季奧運           | 2018年冬季奧運           | 2018年冬季奧運  | 2018年冬季奧運  |
| NBC    | 春季   | 爆笑超市                 | 冠軍奶爸                 | 威爾與格蕾絲             | 這不是生物課             | 芝加哥烈焰      | 芝加哥烈焰      |
| NBC    | 晚春   | 特別播出時段             | 特別播出時段             | 特別播出時段             | 特別播出時段             | 特別播出時段    | 特別播出時段    |
| NBC    | 夏季   | 小小達人秀 (6/14)        | 小小達人秀 (6/14)        | 稚氣爸爸 (6/14)          | 稚氣爸爸 (6/14)          | TBA             | TBA             |
| NBC    | 季中   | TBA                      | TBA                      | 錯亂審判 (7/19)          | 錯亂審判 (7/19)          | TBA             | TBA             |

### 星期五
| 電視網 | 電視網 | 8:00 PM         | 8:30 PM        | 9:00 PM                       | 9:30 PM                       | 10:00 PM       | 10:30 PM       |
| ------ | ------ | --------------- | -------------- | ----------------------------- | ----------------------------- | -------------- | -------------- |
| ABC    | 秋季   | 童話鎮          | 童話鎮         | 異人族                        | 異人族                        | 20/20          | 20/20          |
| ABC    | 冬季   | 童話鎮          | 童話鎮         | 神盾局特工                    | 神盾局特工                    | 20/20          | 20/20          |
| ABC    | 隨後   | 小孩支柱        | 小孩支柱       | 神盾局特工                    | 神盾局特工                    | 20/20          | 20/20          |
| ABC    | 春季   | 童話鎮          | 童話鎮         | 神盾局特工                    | 神盾局特工                    | 20/20          | 20/20          |
| ABC    | 夏季   | 諜網            | 諜網           | 重播節目                      | 重播節目                      | 20/20          | 20/20          |
| ABC    | 隨後   | 諜網            | 諜網           | 你會做什麼？ (6/15)           | 你會做什麼？ (6/15)           | 20/20          | 20/20          |
| CBS    | 秋季   | 馬蓋先          | 馬蓋先         | 天堂執法者                    | 天堂執法者                    | 警察世家       | 警察世家       |
| CBS    | 晚冬   | 老大哥名人版    | 老大哥名人版   | 老大哥名人版                  | 老大哥名人版                  | 警察世家       | 警察世家       |
| CBS    | 春季   | 馬蓋先          | 馬蓋先         | 天堂執法者                    | 天堂執法者                    | 警察世家       | 警察世家       |
| CBS    | 晚春   | 老大哥名人版    | 老大哥名人版   | 天堂執法者                    | 天堂執法者                    | 警察世家       | 警察世家       |
| CBS    | 夏季   | 老大哥名人版    | 老大哥名人版   | 天堂執法者                    | 天堂執法者                    | 警察世家       | 警察世家       |
| The CW | 秋季   | 瘋狂前女友      | 瘋狂前女友     | 貞愛好孕到                    | 貞愛好孕到                    | 當地節目       | 當地節目       |
| The CW | 春季   | 朝代            | 朝代           | 貞愛好孕到                    | 貞愛好孕到                    | 當地節目       | 當地節目       |
| The CW | 季中   | 朝代            | 朝代           | 生命的判決                    | 生命的判決                    | 當地節目       | 當地節目       |
| The CW | 夏季   | 我的最終日      | 我的最終日     | 生命的判決                    | 生命的判決                    | 當地節目       | 當地節目       |
| The CW | 季中   | 魔幻大師 (6/29) | 魔幻大師 (7/6) | 潘恩與泰勒：魔術大比拼 (6/29) | 潘恩與泰勒：魔術大比拼 (6/29) | 當地節目       | 當地節目       |
| FOX    | 秋季   | 地獄廚房        | 地獄廚房       | 大法師                        | 大法師                        | 當地節目       | 當地節目       |
| FOX    | 冬季   | 地獄廚房        | 地獄廚房       | 重播節目                      | 重播節目                      | 當地節目       | 當地節目       |
| FOX    | 晚冬   | 小小廚神        | 小小廚神       | 重播節目                      | 重播節目                      | 當地節目       | 當地節目       |
| FOX    | 夏季   | 足球之才        | 足球之才       | 足球之才                      | 足球之才                      | 當地節目       | 當地節目       |
| NBC    | 秋季   | 盲點            | 盲點           | 日界線                        | 日界線                        | 日界線         | 日界線         |
| NBC    | 冬季   | 盲點            | 盲點           | 即刻救援                      | 即刻救援                      | 日界線         | 日界線         |
| NBC    | 晚冬   | 2018年冬季奧運  | 2018年冬季奧運 | 2018年冬季奧運                | 2018年冬季奧運                | 2018年冬季奧運 | 2018年冬季奧運 |
| NBC    | 春季   | 盲點            | 盲點           | 即刻救援                      | 即刻救援                      | 日界線         | 日界線         |
| NBC    | 季中   | 盲點            | 盲點           | 日界線                        | 日界線                        | 日界線         | 日界線         |
| NBC    | 晚春   | 冠軍奶爸        | 冠軍奶爸       | 日界線                        | 日界線                        | 日界線         | 日界線         |

### 星期六
| 電視網 | 電視網 | 8:00 PM              | 8:30 PM                  | 9:00 PM                  | 9:30 PM                  | 10:00 PM                 | 10:30 PM                 |
| ------ | ------ | -------------------- | ------------------------ | ------------------------ | ------------------------ | ------------------------ | ------------------------ |
| ABC    | 秋季   | 週六橄欖球之夜       | 週六橄欖球之夜           | 週六橄欖球之夜           | 週六橄欖球之夜           | 週六橄欖球之夜           | 週六橄欖球之夜           |
| ABC    | 冬季   | 重播節目             | 重播節目                 | 重播節目                 | 重播節目                 | 深谷十日                 | 深谷十日                 |
| ABC    | 隨後   | NBA Countdown        | NBA週六賽黃金時段 on ABC | NBA週六賽黃金時段 on ABC | NBA週六賽黃金時段 on ABC | NBA週六賽黃金時段 on ABC | NBA週六賽黃金時段 on ABC |
| ABC    | 夏季   | 交叉點               | 交叉點                   | 交叉點                   | 交叉點                   | 重播節目                 | 重播節目                 |
| CBS    | 秋季   | 週六犯罪檔           | 週六犯罪檔               | 週六犯罪檔               | 週六犯罪檔               | 48小時                   | 48小時                   |
| CBS    | 春季   | 救贖談判             | 救贖談判                 | 週六犯罪檔               | 週六犯罪檔               | 48小時                   | 48小時                   |
| FOX    | 秋季   | FOX橄欖球學院戰      | FOX橄欖球學院戰          | FOX橄欖球學院戰          | FOX橄欖球學院戰          | FOX橄欖球學院戰          | FOX橄欖球學院戰          |
| FOX    | 冬季   | 重播節目             | 重播節目                 | 重播節目                 | 重播節目                 | 當地節目                 | 當地節目                 |
| FOX    | 夏季   | FOX職棒大聯盟 (5/26) | FOX職棒大聯盟 (5/26)     | FOX職棒大聯盟 (5/26)     | FOX職棒大聯盟 (5/26)     | FOX職棒大聯盟 (5/26)     | FOX職棒大聯盟 (5/26)     |
| NBC    | 秋季   | 重播節目             | 重播節目                 | 日界線週六神秘夜         | 日界線週六神秘夜         | 周六夜現場之復古風       | 周六夜現場之復古風       |
| NBC    | 晚冬   | 2018年冬季奧運       | 2018年冬季奧運           | 2018年冬季奧運           | 2018年冬季奧運           | 2018年冬季奧運           | 2018年冬季奧運           |
| NBC    | 春季   | 重播節目             | 重播節目                 | 日界線週六神秘夜         | 日界線週六神秘夜         | 周六夜現場之復古風       | 周六夜現場之復古風       |
| NBC    | 夏季   | 即刻救援             | 即刻救援                 | 日界線週六神秘夜         | 日界線週六神秘夜         | 周六夜現場之復古風       | 周六夜現場之復古風       |

## 以電視網分類

### ABC
| 回歸節目 - 20/20 - $100,000金字塔 - 神盾局特工 - 美國家庭滑稽錄像 - 美國主婦 - 美國偶像（轉從FOX） - 鑽石求千金 - 千金求鑽石 - 黑人當道 - 豪門問一番 - 與星共舞 - 指定倖存者 - 菜鳥新移民 - 金色年代 - 銅鑼秀 - 大美烘培秀 - 聖誕裝飾大戰 - 實習醫生 - 逍遙法外 - 配對遊戲 - 左右不逢源 - 摩登家庭 - 童話鎮 - 諜網 - 胖妞羅珊 - 醜聞 - 無言有愛 - 創智贏家 - 說實話 - 玩具盒 - 你會做什麼？ | 新節目 - 菜鳥新老闆 - 鑽石求千金之冬季遊戲 - 小孩支柱 - 交叉點 - 與星共舞：運動員版 - 魔幻騙局 - 紐約法情 - 好醫生 - 凱文福音 - 異人族 - 饒舌市長 - 求婚 - 離婚再一起 - Station 19 - 凸務搭檔 - 深谷十日 | 2016–17季度不再回歸節目 - 美式懸罪 - 致命誘惑 - 定罪 - 狗狗的心聲 - 肯醫師煩事多 - 幻想瑪莉 - 最後的男人（轉往FOX） - 頭條製作人 - 不完美家庭 - 秘密與謊言 - 穿越時兇 |

### CBS
| 回歸節目 - 48小時 - 60分鐘 - 極速前進 - 生活大爆炸 - 老大哥 - 警察世家 - 律政狂牛 - 黑色代碼 - 犯罪心理 - 基本演繹法 - 天堂執法者 - 退休警察煩事多 - 生活點滴 - 馬蓋先 - 國務卿女士 - 一家之主 - 極品老媽 - 重返犯罪現場 - 重返犯罪現場：洛杉磯 - 重返犯罪現場：新奧爾良 - 救贖談判 - 救世 - 天蠍 - 非常甜圈日記 - 倖存者 - 週四橄欖球之夜 | 新節目 - 家人好鄰居 - 老大哥名人版 - 直覺追兇 - 聖經狂想曲 - 我的人生三階段 - 海豹突擊隊 - 反恐特警組 - TKO：徹底擊退 - 全民追兇 - 少年謝爾頓 | 2016–17季度不再回歸節目 - 破產姐妹 - 犯罪心理：跨國救援 - 律政疑情 - 室內奇兵 - 單身公寓 - 天才仁心 - 震撼教育 - 困獸之地 |

### The CW
| 回歸節目 - 地球百子 - 綠箭俠 - 瘋狂前女友 - 閃電俠 - 我是殭屍 - 貞愛好孕到 - 明日傳奇 - 魔幻大師 - 始祖家族 - 潘恩與泰勒：魔術大比拼 - 河谷鎮 - 女超人 - 邪惡力量 - 對台詞 | 新節目 - 黑閃電 - 沉重的真相 - 朝代 - 生命的判決 - 前哨 - 勇士 | 2016–17季度不再回歸節目 - 黑洞頻率 - 愛得及時 - 風中的女王 - 吸血鬼日記 |

### Fox
| 回歸節目 - 好歌猜猜看 - 開心漢堡店 - 荒唐分局 - 嘻哈帝國 - 大法師 - 蓋酷家庭 - 高譚 - 地獄廚房 - 最後一個男人 - 致命武器 - 戀愛連線 - 路西法 - 廚神當道 - 小小廚神 - 冏女大翻身 - 俏妞報到 - 辛普森家庭 - 舞林爭霸 - 星途 - X檔案 | 新節目 - 火速救援最前線 - 阿波羅秀 - 驚奇四強：星路之戰 - 靈檔案 - 變種天賦 - 戈登的24小時地獄 - 洛城到賭城 - 奧維爾號 - 住院醫師 | 2016–17季度不再回歸節目 - 24反恐任務：傳承 - APB全面通緝 - 識骨尋蹤 - 創造歷史 - 擲出青春 - 羅斯伍德 - 尖叫女王 - 導火一槍 - 沉睡谷 - 佐恩之子 - 身在陪審團 |

### NBC
| 回歸節目 - 美國達人 - 美國忍者王 - 花樣爺爺 - 黑名單 - 盲點 - 芝加哥烈焰 - 芝加哥醫情 - 芝加哥警署 - 日界線 - 美國橄欖球之夜 - 良善之地 - 老媽實習生 - 好萊塢遊戲夜 - 法律與秩序：特殊受害者 - 小小達人秀 - 稚氣爸爸 - NBC星期天橄欖球之夜 - 荒野求生全明星 - 警魂 - 爆笑超市 - 即刻救援 - 這就是我們 - 週四橄欖球之夜 - 時空守衛 - 錯亂審判 - 美國之聲 - 獎金之牆 - 威爾與格蕾絲 - 舞蹈世界 | 新節目 - 這不是生物課 - 科技精彩秀 - 英雄無畏 - 冠軍奶爸 - 艾倫秀之終極遊戲王 - 好女孩們 - 小小天才秀 - 手工藝大賽 - 法律與秩序犯罪實錄：梅南德斯謀殺案 - 冥思 - 夢想崛起 | 2016–17季度不再回歸節目 - 新飛黃騰達 - 黑名單：贖罪 - 卡米高一家 - 芝加哥正義 - 翡翠城 - 格林 - 夜班醫生 - 無能為力 |

## 續訂與取消

### 訂單變更

#### ABC
- 美國主婦（英语：American Housewife (2016 TV series)）—2017年10月30日，宣布追加預訂2集集數至24集。[3]
- 黑人當道—2017年10月30日，宣布追加預訂2集集數至24集。[3]
- 好醫生—2017年10月3日，宣布追加預訂5集至全季集數18集。[4]
- 實習醫生—2017年10月30日，宣布追加預訂2集集數至24集。[3]
- 凱文福音（英语：Kevin (Probably) Saves the World）—2017年11月10日，宣布追加預訂3集集數至16集。[5]
- 左右不逢源—2017年11月3日，宣布追加預訂2集集數至24集。[6]
- 胖妞羅珊（英语：Roseanne）—2017年11月3日，宣布追加預訂1集集數至9集。[7]

#### CBS
- 家人好鄰居—2017年11月17日，宣布追加預訂3集集數至16集。[8]
- 基本演繹法—2017年11月29日，宣布追加8集集數至21集。[9]
- 天堂執法者—2017年11月6日，宣布追加預訂2集集數至24集。[10]
- 退休警察煩事多（英语：Kevin Can Wait）—2017年12月1日，宣布追加2集集數至24集。[11]
- 一家之主—2017年11月27日，宣布追加預訂至全季集數21集。[12]
- 重返犯罪現場—2017年11月6日，宣布追加預訂2集集數至24集。[10]
- 重返犯罪現場：新奧爾良—2017年11月6日，宣布追加預訂1集集數至24集。[10]
- 反恐特警組—2017年11月17日，宣布追加預訂9集至全季集數20集。[8] 12月1日，宣布再追加2集集數至22集。[11]
- 海豹突擊隊海豹突擊隊—2017年10月12日，宣布追加預訂7集至全季集數20集。[13]
- 非常甜圈日記（英语：Superior Donuts (TV series)）—2017年11月27日，宣布追加預訂至全季集數21集。[12]
- 少年謝爾頓—2017年9月27日，宣布追加預訂9集至全季集數22集。[14]

#### The CW
- 朝代—2017年11月8日，宣布追加預訂9集至全季集數22集。[15]

#### Fox
- 靈檔案（英语：Ghosted (TV series)）—2017年11月29日，宣布追加預訂6集集數至16集。[16]
- 洛城到賭城（英语：L.A. to Vegas）—2018年1月9日，宣布追加預訂3集集數至15集。[17]
- 冏女大翻身—2017年11月7日，宣布追加預訂7集至全季集數20集。[18]
- 奧維爾號—2017年11月14日，由於節目表編成關係，從原預訂之13集縮減1集至12集，未播出集數則推遲至下一季首播。[19]
- 星途—2017年10月9日，宣布追加預訂5集至18集。[20]

#### NBC
- 威爾與格蕾絲—2017年4月5日，宣布從原預訂之10集追加2集集數至12集。[21] 8月6日，宣布再追加4集至16集。[22]

### 續訂

#### ABC
- 神盾局特工—2018年5月14日，宣布續訂第6季。[23]
- 美國家庭滑稽錄像—2018年3月13日，宣布續訂第29季。[24]
- 美國主婦（英语：American Housewife (2016 TV series)）—2018年5月11日，宣布續訂第3季。[25]
- 美國偶像—2018年5月4日，宣布續訂第17季。[26]
- 鑽石求千金—2018年3月13日，宣布續訂第23季。[24]
- 黑人當道—2018年5月11日，宣布續訂第5季。[27]
- 小孩支柱（英语：Child Support (TV series)）—2018年3月13日，宣布續訂第2季。[24]
- 與星共舞—2018年3月13日，宣布續訂第27季。[24]
- 紐約法情—2018年5月11日，宣布續訂第2季。[28]
- 菜鳥新移民—2018年5月11日，宣布續訂第5季。[29]
- 好醫生—2018年3月7日，宣布續訂第2季。[30]
- 金色年代（英语：The Goldbergs (2013 TV series)）—2017年5月10日，宣布續訂第6季。[31]
- 實習醫生—2018年4月20日，宣布續訂第15季。[32]
- 逍遙法外—2018年5月11日，宣布續訂第5季。[33]
- 摩登家庭—2017年5月10日，宣布續訂第10季。[34]
- 創智贏家—2018年1月12日，宣布續訂第10季。[35]
- 無言有愛（英语：Speechless (TV series)）—2018年5月11日，宣布續訂第3季。[36]
- 離婚再一起—2018年5月11日，宣布續訂第2季。[37]
- Station 19—2018年5月11日，宣布續訂第2季。[38]

#### CBS
- 48小時—2018年4月18日，宣布續訂第31季。[39]
- 60分鐘—2018年4月18日，宣布續訂第51季。[39]
- 極速前進—2018年4月18日，宣布續訂第31季。[39]
- 生活大爆炸—2017年3月20日，宣布續訂第12季。[40]
- 警察世家—2018年4月18日，宣布續訂第9季。[39]
- 律政狂牛—2018年4月18日，宣布續訂第3季。[39]
- 老大哥名人版（英语：Celebrity Big Brother (U.S. TV series)）—2018年5月12日，宣布續訂第2季。[41]
- 犯罪心理—2018年5月12日，宣布續訂第14季。[42]
- 基本演繹法—2018年5月12日，宣布續訂第7季。[43]
- 天堂執法者—2018年4月18日，宣布續訂第9季。[39]
- 直覺追兇—2018年5月12日，宣布續訂第2季。[44]
- 生活點滴—2018年5月12日，宣布續訂第4季。[45]
- 一家之主—2018年5月12日，宣布續訂第3季。[46]
- 馬蓋先—2018年4月18日，宣布續訂第3季。[39]
- 國務卿女士—2018年4月18日，宣布續訂第5季。[39]
- 極品老媽—2018年4月8日，宣布續訂第6季。[47]
- 重返犯罪現場—2018年4月13日，宣布續訂第16季。[48]
- 重返犯罪現場：洛杉磯—2018年4月18日，宣布續訂第10季。[39]
- 重返犯罪現場：新奧爾良—2018年4月18日，宣布續訂第5季。[39]
- 海豹突擊隊—2018年3月27日，宣布續訂第2季。[49]
- 反恐特警組—2018年3月27日，宣布續訂第2季。[49]
- 倖存者（英语：Survivor (U.S. TV series)）—2018年4月18日，宣布續訂第37季。[39]
- 少年謝爾頓—2018年1月6日，宣布續訂第2季。[50]

#### The CW
- 地球百子—2018年5月7日，宣布續訂第6季。[51]
- 綠箭俠—2018年4月2日，宣布續訂第7季。[52]
- 黑閃電—2018年4月2日，宣布續訂第2季。[52]
- 瘋狂前女友—2018年4月2日，宣布續訂最終季第4季。[52][53]
- 朝代—2018年4月2日，宣布續訂第2季。[52]
- 閃電俠—2018年4月2日，宣布續訂第5季。[52]
- 我是殭屍—2018年5月11日，宣布續訂第5季。[54]
- 貞愛好孕到—2018年4月2日，宣布續訂第5季。[52]
- 明日傳奇—2018年4月2日，宣布續訂第4季。[52]
- 河谷鎮—2018年4月2日，宣布續訂第3季。[52]
- 女超人—2018年4月2日，宣布續訂第4季。[52]
- 邪惡力量—2018年4月2日，宣布續訂第14季。[52]

#### Fox
- 火速救援最前線—2018年1月16日，宣布續訂第2季。[55]
- 開心漢堡店—2018年5月12日，宣布續訂第9季。[56]
- 嘻哈帝國—2018年5月2日，宣布續訂第5季。[57]
- 蓋酷家庭—2018年5月12日，宣布續訂第17季。[56]
- 驚奇四強：星路之戰（英语：The Four: Battle For Stardom）—2018年2月8日，宣布續訂第2季。[58]
- 變種天賦—2017年1月4日，宣布續訂第2季。[59]
- 高譚—2018年5月13日，宣布續訂最終季第5季。[60]
- 地獄廚房—2016年9月9日，宣布續訂第18季。[61]
- 最後的男人—2018年5月11日，接手自ABC，宣布續訂第7季。[62]
- 致命武器—2018年5月10日，宣布續訂第3季。[63]
- 奧維爾號—2017年11月2日，宣布續訂第2季。[64]
- 住院醫師—2018年5月7日，宣布續訂第2季。[65]
- 辛普森家庭—2016年11月4日，宣布續訂第30季。[66]
- 星途—2018年5月10日，宣布續訂第3季。[67]
- 週四橄欖球之夜（英语：Thursday Night Football）—2018年1月31日，合約簽訂至2022年，續訂第5季。[68]

#### NBC
- 這不是生物課（英语：A.P. Bio）—2018年5月8日，宣布續訂第2季。[69]
- 黑名單—2018年5月12日，宣布續訂第6季。[70]
- 盲點—2018年5月10日，宣布續訂第4季。[71]
- 荒唐分局—2018年5月11日，接手自FOX，並宣布續訂第6季。[72]
- 芝加哥烈焰—2018年5月9日，宣布續訂第7季。[73]
- 芝加哥醫情—2018年5月9日，宣布續訂第4季。[73]
- 芝加哥警署—2018年5月9日，宣布續訂第6季。[73]
- 艾倫秀之終極遊戲王（英语：Ellen's Game of Games）—2018年1月9日，宣布續訂第2季。[74]
- 美國橄欖球之夜（英语：Football Night in America）—2011年12月14日，宣布續訂第13季。[75]
- 好女孩們—2018年5月7日，宣布續訂第2季。[76]
- 良善之地—2017年11月21日，宣布續訂第3季。[77]
- 法律與秩序：特殊受害者—2018年5月9日，宣布續訂第20季。[73]
- NBC星期天橄欖球之夜（英语：NBC Sunday Night Football）—2011年12月14日，宣布續訂第13季。[75]
- 爆笑超市—2018年2月21日，宣布續訂第4季。[78]
- 這就是我們—2017年1月18日，宣布續訂第3季。[79]
- 獎金之牆（英语：The Wall (game show)）—2018年3月12日，宣布續訂第3季。[80]
- 威爾與格蕾絲—2017年8月3日，宣布續訂第10季。[81]
- 舞蹈世界（英语：World of Dance (TV series)）—2018年5月10日，宣布續訂第3季。[82]

### 取消與完結

#### ABC
- 菜鳥新老闆（英语：Alex, Inc.）—2018年5月11日，在製播1季後宣布取消。[83]
- 交叉點（英语：The Crossing (TV series)）—2018年5月11日，在製播1季後宣布取消。[84]
- 魔幻騙局（英语：Deception (2017 TV series)）—2018年5月11日，在製播1季後宣布取消。[85]
- 指定倖存者—2018年5月11日，在製播2季後宣布取消。[86]
- 凱文福音（英语：Kevin (Probably) Saves the World）—2018年5月11日，在製播1季後宣布取消。[87]
- 異人族—2018年5月11日，在製播1季後宣布取消。[88]
- 饒舌市長（英语：The Mayor (TV series)）—2018年1月4日，在尚有4集未播出的情況下，因收視低迷而自節目表上撤下，[89]並於2018年5月11日正式宣布取消。[90]
- 左右不逢源—2017年8月2日，宣布第9季為最終季。[91]
- 童話鎮—2018年2月6日，宣布第7季為最終季。[92]
- 胖妞羅珊（英语：Roseanne）—2018年3月30日，宣布續訂第11季，[93]但由於女主角的不當言論，電視網於5月29日宣布取消劇集。[94]
- 諜網—2018年5月11日，在製播2季後宣布取消。[95]
- 醜聞—2017年5月10日，宣布第7季為最終季。[96]
- 深谷十日（英语：Ten Days in the Valley）—2017年10月26日，在播出4集後，因收視低迷而自週日節目表上撤下，移往週六檔期播畢剩餘集數，[97]於2018年5月11日正式宣布取消。[98]

#### CBS
- 家人好鄰居—2018年4月19日，透露該劇已遭取消，[99]電視網則在5月12日正式宣布取消。[100]
- 黑色代碼—2018年5月24日，在製播3季後宣布取消。[101]
- 退休警察煩事多（英语：Kevin Can Wait）—2018年5月12日，在製播2季後宣布取消。[102]
- 聖經狂想曲（英语：Living Biblically）—2018年4月19日，因收視低迷而自節目上撤下，[103]並在5月12日正式遭到取消。[100]
- 我的人生三階段（英语：Me, Myself & I (TV series)）—2017年11月1日，在播出6集後，因收視低迷而自節目表上撤下，為本季首部確定取消的劇集，[104]並在2018年5月12日正式遭到取消。[100]
- 天蠍—2018年5月12日，在製播4季後宣布取消。[105]
- 非常甜圈日記（英语：Superior Donuts (TV series)）—2018年5月12日，在製播2季後宣布取消。[106]
- 週四橄欖球之夜（英语：Thursday Night Football）—2018年1月31日，由FOX爭取到播映版權。[68]
- 全民追兇（英语：Wisdom of the Crowd）—2017年11月27日，CBS確定不追加預訂集數，於原預訂之13集集數播畢後下檔，[107]並在2018年5月12日正式遭到取消。[100]

#### The CW
- 生命的判決（英语：Life Sentence (TV series)）—2018年5月8日，正式宣布取消。[108]
- 始祖家族—2017年7月20日，宣布第5季為最終季。[109]
- 勇士（英语：Valor (TV series)）—2018年5月8日，正式宣布取消。[110]

#### Fox
- 荒唐分局—2018年5月10日，在製播5季後宣布取消。[111]
- 大法師—2018年5月11日，在製播2季後宣布取消。[112]
- 洛城到賭城（英语：L.A. to Vegas）—2018年5月21日，在製播1季後宣布取消。[113]
- 最後一個男人—2018年5月10日，在製播4季後宣布取消。[114]
- 路西法—2018年5月11日，在製播3季後宣布取消。[115]
- 冏女大翻身—2018年5月10日，在製播2季後宣布取消。[116]
- 俏妞報到—2017年5月14日，宣布第7季為最終季。[117][118][119]

#### NBC
- 英雄無畏（英语：The Brave (TV series)）—2018年5月11日，在製播1季後宣布取消。[120]
- 老媽實習生—2018年5月11日，在製播2季後宣布取消。[121]
- 夢想崛起（英语：Rise (U.S. TV series)）—2018年5月11日，在製播1季後宣布取消。[122]
- 警魂（英语：Shades of Blue (TV series)）—2018年4月4日，宣布第3季為最終季。[123]
- 即刻救援（英语：Taken (2016 TV series)）—2018年5月11日，在製播2季後宣布取消。[124]
- 週四橄欖球之夜（英语：Thursday Night Football）—2018年1月31日，由FOX爭取到播映版權。[68]

## 其他異動
- 大美烘培秀（英语：The Great American Baking Show）—2017年12月13日，因節目評審強尼·尤烏齊尼（英语：Johnny Iuzzini）牽涉性騷擾事件，節目連帶受到影響而被撤下節目表。[125]